# HMS Swiftsure (1903)
Pour les autres navires du même nom, voir HMS Swiftsure.
Le HMS Swiftsure est un cuirassé pré-Dreadnought tête de ligne de sa classe construit pour la Marine chilienne en 1902-1903 sous le nom de Constitución. Il est vendu à la Royal Navy le 3 décembre 1903 et participe à la Première Guerre mondiale.